# Emanuelle e Françoise (Le sorelline)
Emanuelle e Françoise (Le sorelline) è un film del 1975, diretto da Joe D'Amato e da Bruno Mattei (non accreditato).
Nonostante il titolo, il film non ha niente a che vedere con la serie Emanuelle nera. Joe D'Amato lo diresse e scrisse insieme a Bruno Mattei, ma alla fine comparve solo la sua firma. È un remake di Kafti ekdikisi tou sex (Καυτή εκδίκηση του σεξ, lett. "La calda vendetta del sesso"), un film greco del 1968 rimasto inedito in Italia.

## Trama
Françoise è una modella che abita col fidanzato Carlo, un poco di buono sempre in cerca di soldi che obbliga la ragazza a prostituirsi e la tradisce ripetutamente. Stanca delle umiliazioni subite Françoise si suicida, gettandosi sotto un treno. La sorella Emanuelle, una giornalista, escogita un piano per vendicare la sorella. Incontra Carlo all'ippodromo e lo convince a seguirla nella sua abitazione. Lì Emanuelle droga Carlo e lo lega con due robuste catene in una stanza, che si chiude solo per mezzo di un congegno sistemato all'esterno. Emanuelle costringe Carlo ad assistere a spogliarelli e rapporti sessuali vari, e lo tratta come un animale. Sotto l'effetto delle droghe Carlo ha spaventose allucinazioni, durante le quali vede un pranzo cannibalico e scene di stupro. In un'altra allucinazione Carlo immagina di uccidere Emanuelle.
Emanuelle finalmente dichiara a Carlo di essere la sorella di Françoise, e tenta di evirarlo con un bisturi, ma Carlo si libera, insegue la donna e la uccide. Le grida della donna allarmano i vicini, che chiamano la polizia, che arriva sul luogo del delitto e scopre l'orrendo massacro. Carlo si nasconde nella stanza che era la sua cella. Un poliziotto inavvertitamente aziona il congegno elettronico che chiude il passaggio verso l'esterno. Carlo rimane imprigionato per sempre nella stanza, e invano urla.